# Église Santi Nereo e Achilleo
L'église Santi Nereo e Achilleo (en français : église Saints-Nérée-et-Achille) est une basilique romaine située dans le rione de San Saba à proximité des thermes de Caracalla. Elle est dédiée aux saints Nérée et Achillée qui furent martyrs au Ier siècle.

## Son nom
Le nom de cette église vient des saints Nérée et Achillée, deux « martyrs » chrétiens exilés avec Flavia Domitilla sur l'île de Pontia lors d'une « persécution » de Domitien en 96 et décapités quelques mois plus tard. Flavia Domitilla a été exécutée au début du règne de Trajan. Tous trois auraient été baptisés par l'apôtre Pierre à Rome. Achillée et Nérée auraient été des chambellans de la vierge Domitille (Flavia Domitilla), consacrée à Dieu. Leur nom n'a été donné à cette église qu'au VIe siècle, alors qu'une basilique semi-enterrée était consacrée aux deux saints sur le lieu de leur sépulture dans les catacombes de Domitilla, conjointement à sainte Pétronille, depuis au moins le IVe siècle.

## Historique

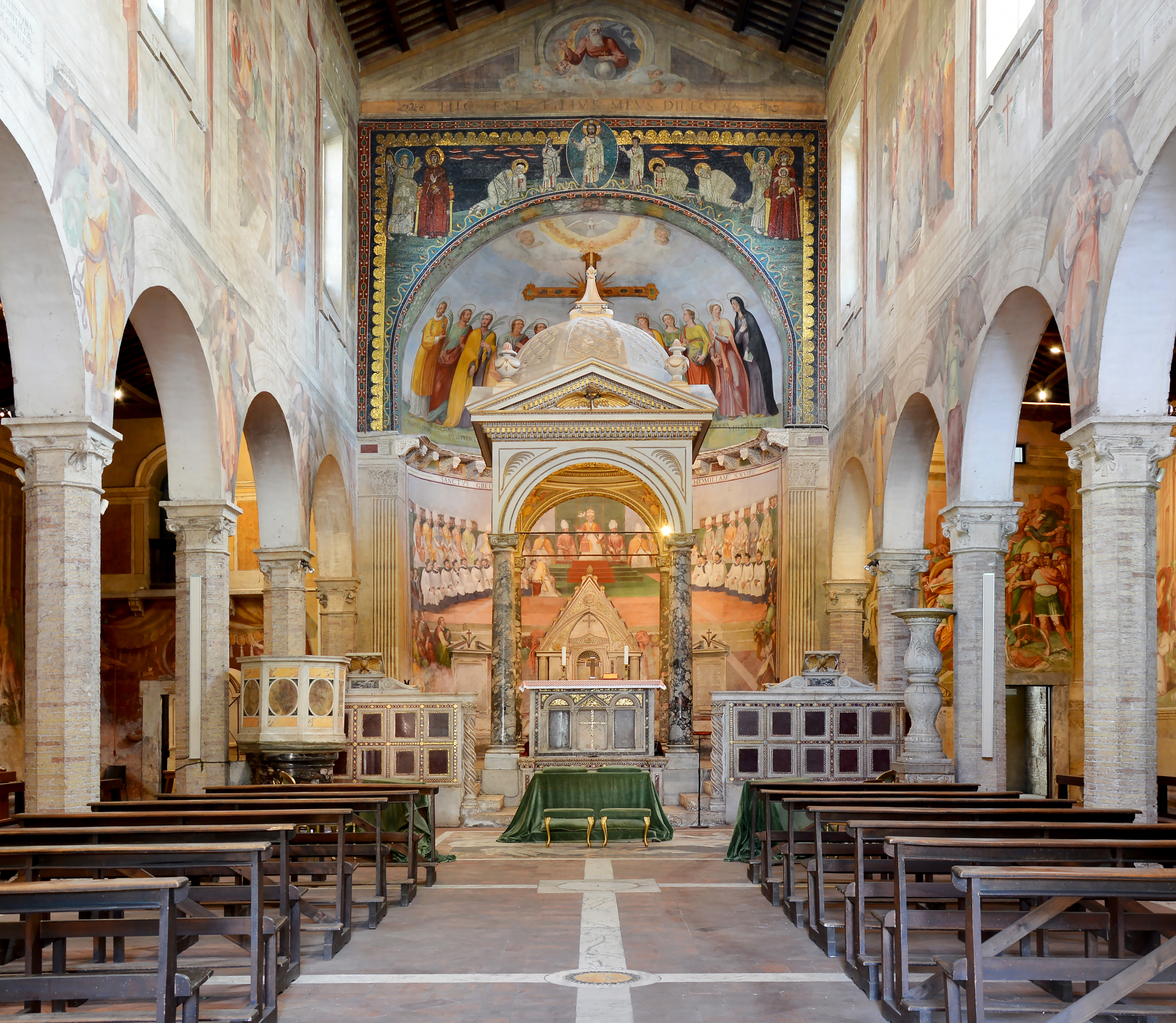
la nef centrale et le maître-autel à baldaquin

Les origines de cette église remontent au IVe siècle comme l'atteste une inscription présente à la basilique Saint-Paul-hors-les-Murs datant de 377 et indiquant l'existence d'un certain Cinammio, lecteur de l'église nommée Fasciolae bâtie sur le lieu à porta Capena où selon la tradition Pierre perdit ses bandages aux pieds (fasciola) en voulant échapper à son martyre à Rome. Dans les actes du synode de Symmaque en 499, cette même église, sous ce nom, est attribuée à cinq prêtres. C'est en 595 qu’apparaît le nom Sanctorum Nerei et Achillei indiquant que l'appellation actuelle date donc du VIe siècle.
En 814, le pape Léon III fait reconstruire l'église pour accueillir les reliques des deux martyrs inhumés jusqu'alors dans les catacombes de Domitilla. Cependant en 1213, l'église est dans un tel état de délabrement que les restes des martyrs doivent être transférés à l'église San Adriano dans le forum romain. C'est le pape Sixte IV qui fait restaurer l'église pour son jubilé en 1475 puis le cardinal Cesare Baronio qui finit les travaux en 1600 et surtout réalise le retour des reliques des martyrs dans cette église. Une ultime restauration a lieu en 1941.
L'église accueille le titre cardinalice Santi Nereo e Achilleo établi en 112.
De nos jours, cette église accueille traditionnellement de nombreux mariages romains.

## Architecture et décorations
La façade de l’église a été réalisée en 1600 avec la technique du sgraffite, ce qui représente un cas unique à Rome pour une église. Très dégradée et abimée, la façade a été récupérée et restaurée méticuleusement en 2025, et ses fresques géométriques à nouveau lisibles depuis juin 2025.
L'église est composée de trois nefs séparées par des pilastres octogonaux datant du XVe siècle. Les nefs latérales sont décorées d'un important cycle de fresques attribuées à Niccolò Circignani et commandées par le cardinal Cesare Baronio. Elles décrivent de manière très crue (sang, membres...) les supplices infligés selon les Actes des saints Nérée et Achillée aux deux martyrs.
Le sol et les murs de l'église sont décorés dans un style cosmatesque, le ciborium datant du XVIe siècle reposant sur des colonnes de marbre africain. Le maître-autel abrite les reliques des saints Nérée et Achillée, et de Flavia Domitilla. Derrière l'autel se trouve un trône épiscopal de l'école de Vassalletto où est inscrite une partie de l'homélie XXVIII du pape Grégoire Ier. L'arc de l'abside est orné de mosaïques de style byzantin.

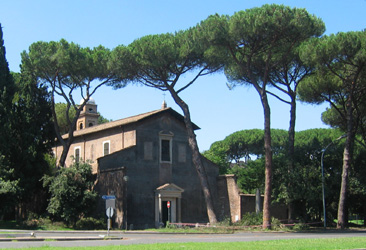
Vue extérieure
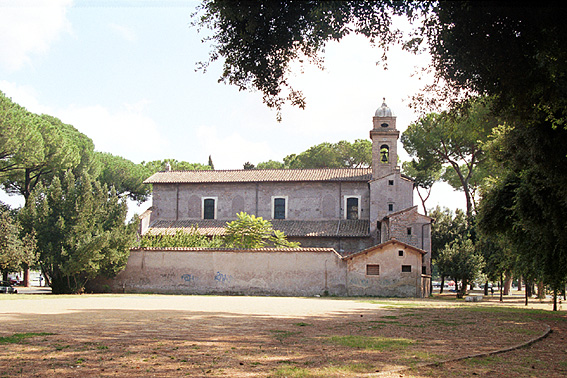
Façade latérale
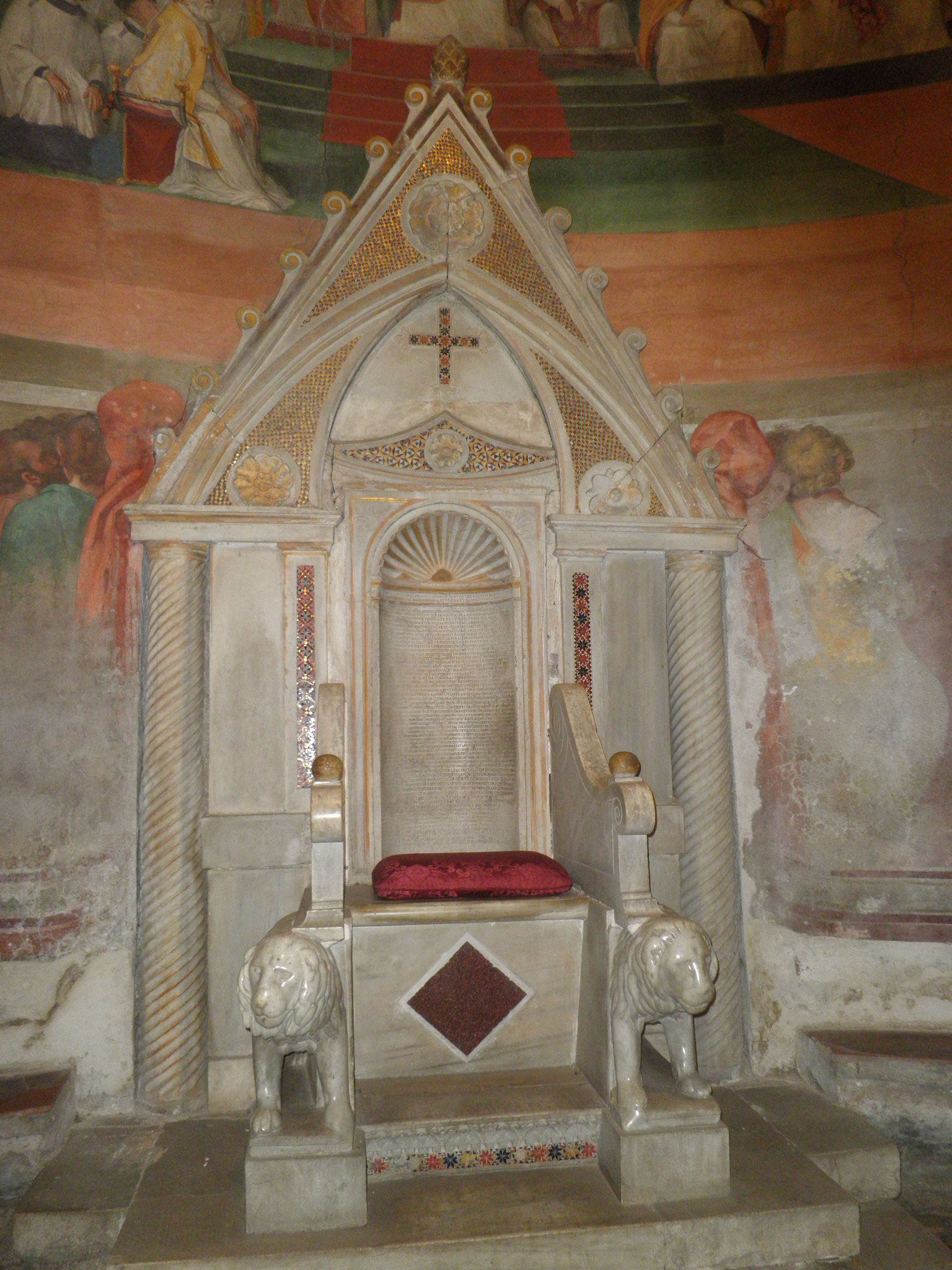
Trône épiscopal aux lions
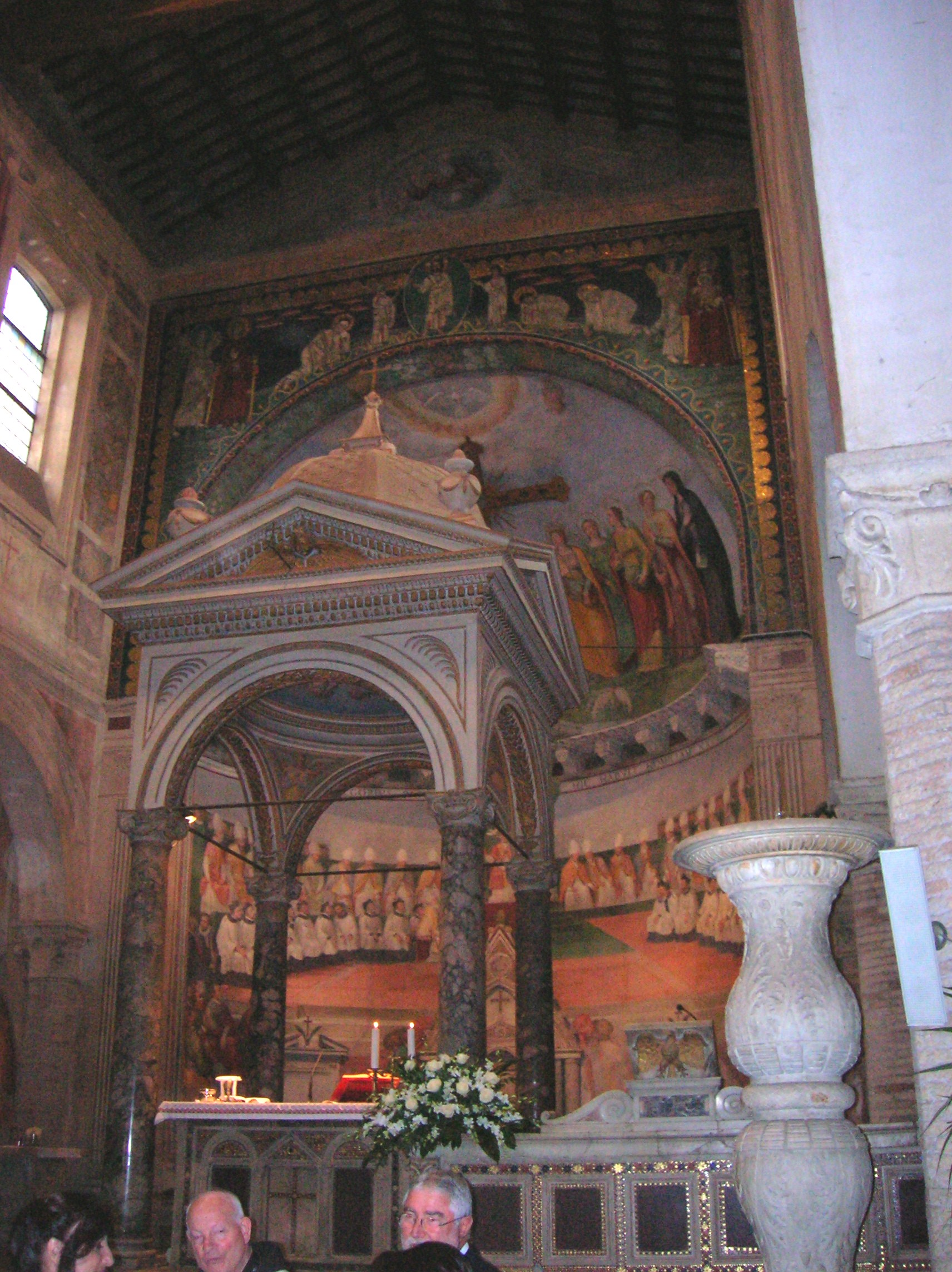
Autel
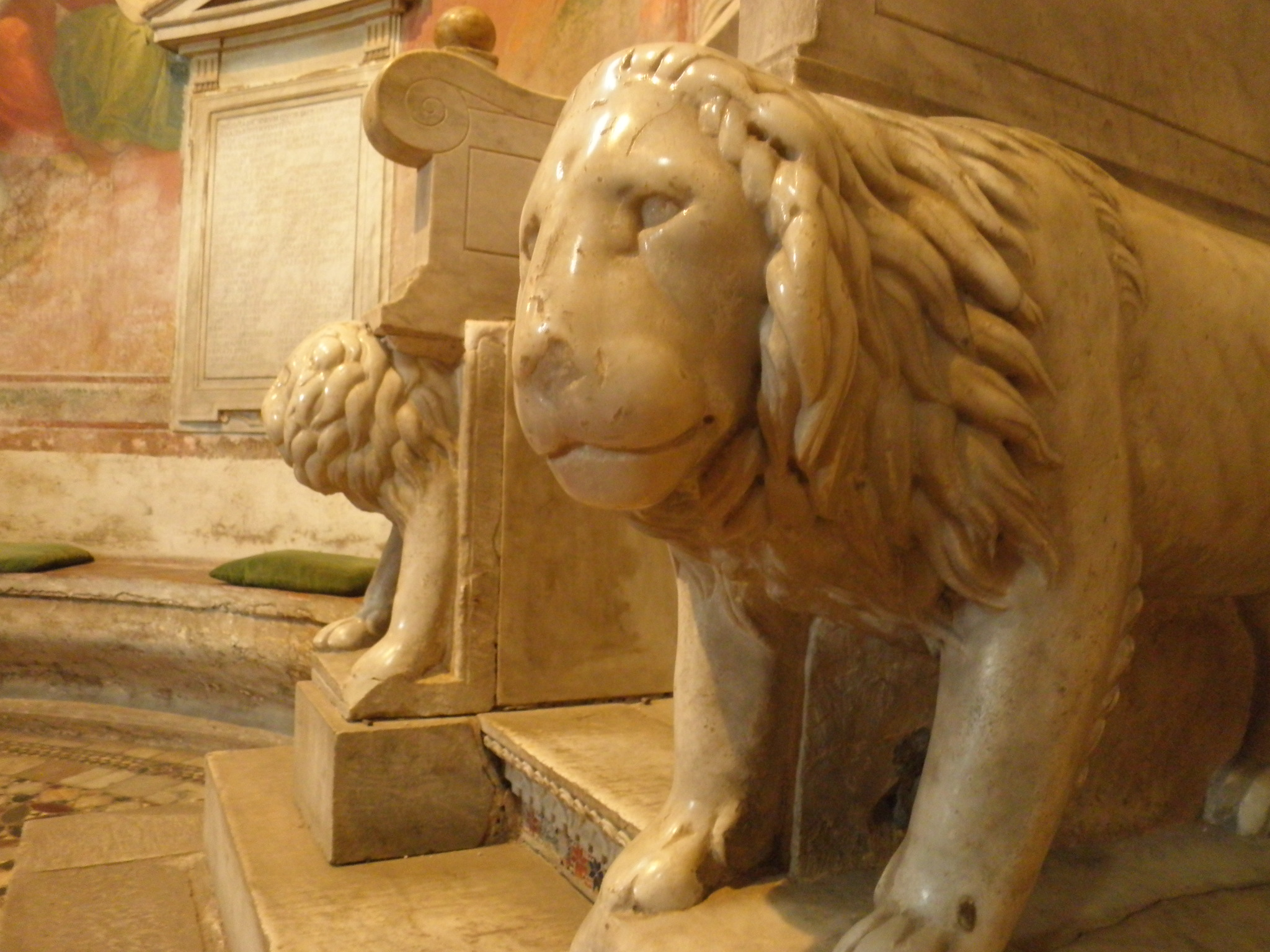
Lions du trône épiscopal
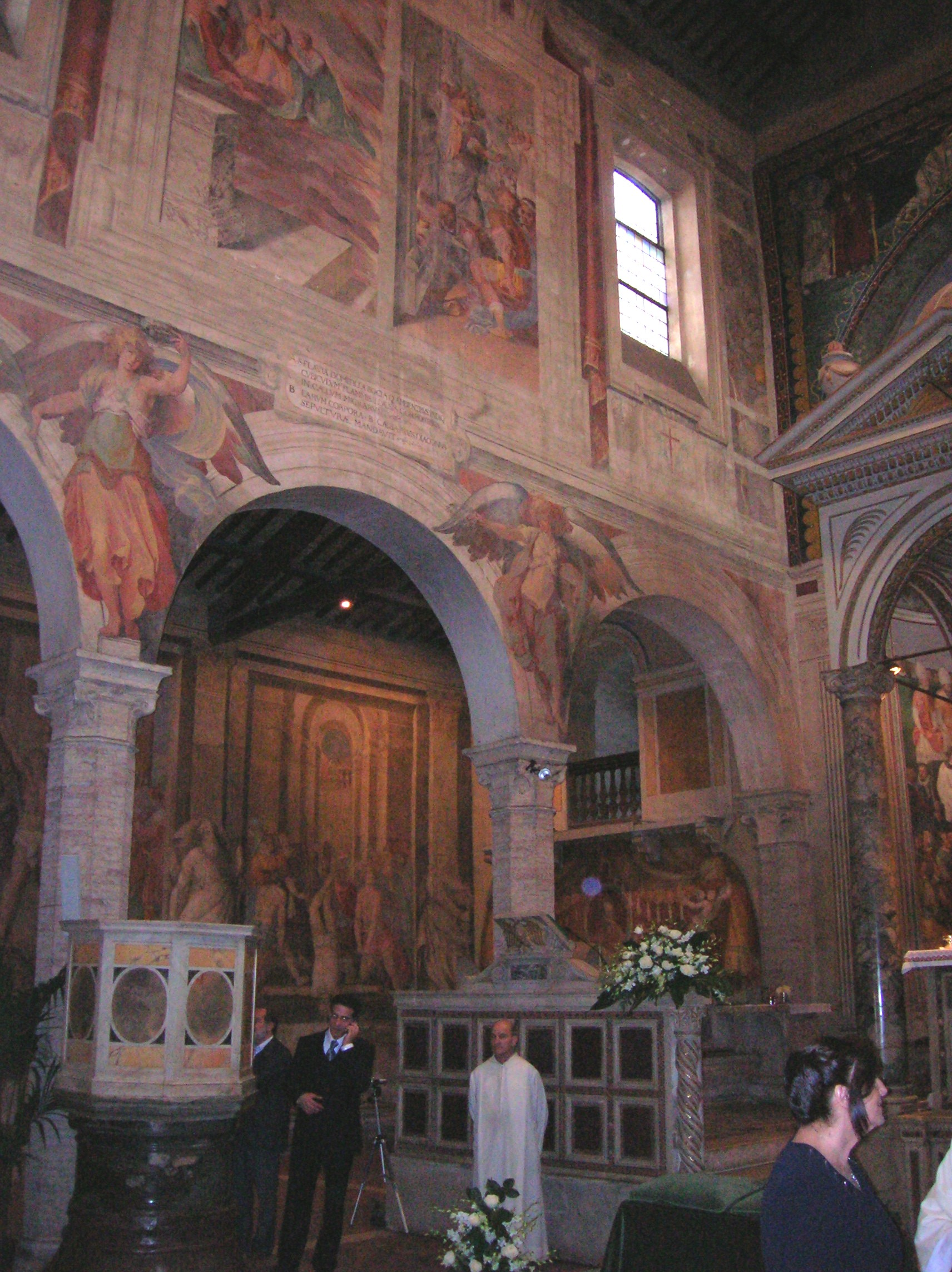
Fresques